# Valentín Gavrílov
Valentín Gavrílov (Unión Soviética, 26 de julio de 1946) es un atleta soviético retirado, especializado en la prueba de salto de altura en la que llegó a ser medallista de bronce olímpico en 1968.

## Carrera deportiva
En los JJ. OO. de México 1968 ganó la medalla de bronce en el salto de altura, con un salto por encima de 2,20 metros, quedando en el podio tras los estadounidenses Dick Fosbury (récord olímpico con 2,24 metros) y Ed Caruthers (plata con 2,22 m).